# طوبولوجيا فائقة
في الرياضيات، يعد الفراغ الفوقي (أو الفراغ المزود بطوبولوجيا فائقة) فراغًا طوبولوجيًا يتألف من المجموعة CL(X) من كل المجموعات الفرعية المغلقة الخاصة بفراغ طوبولوجي X آخر مزود بطوبولوجيا بحيث أن الخريطة المطابقة
{\displaystyle i:x\mapsto {\overline {\{x\}}},}
هي دالة هميوموفورية على صورتها. ونتيجة لذلك، فإن نسخة من الفراغ الأصلي X تعيش داخل الفراغ الفوقي CL(X).

وتشمل الأمثلة الأولية للطوبولوجيا الفائقة قياس هوسدورف وطوبولوجيا فييتوريس.

## وصلات خارجية
Comparison of Hypertopologies